# Bananeraie

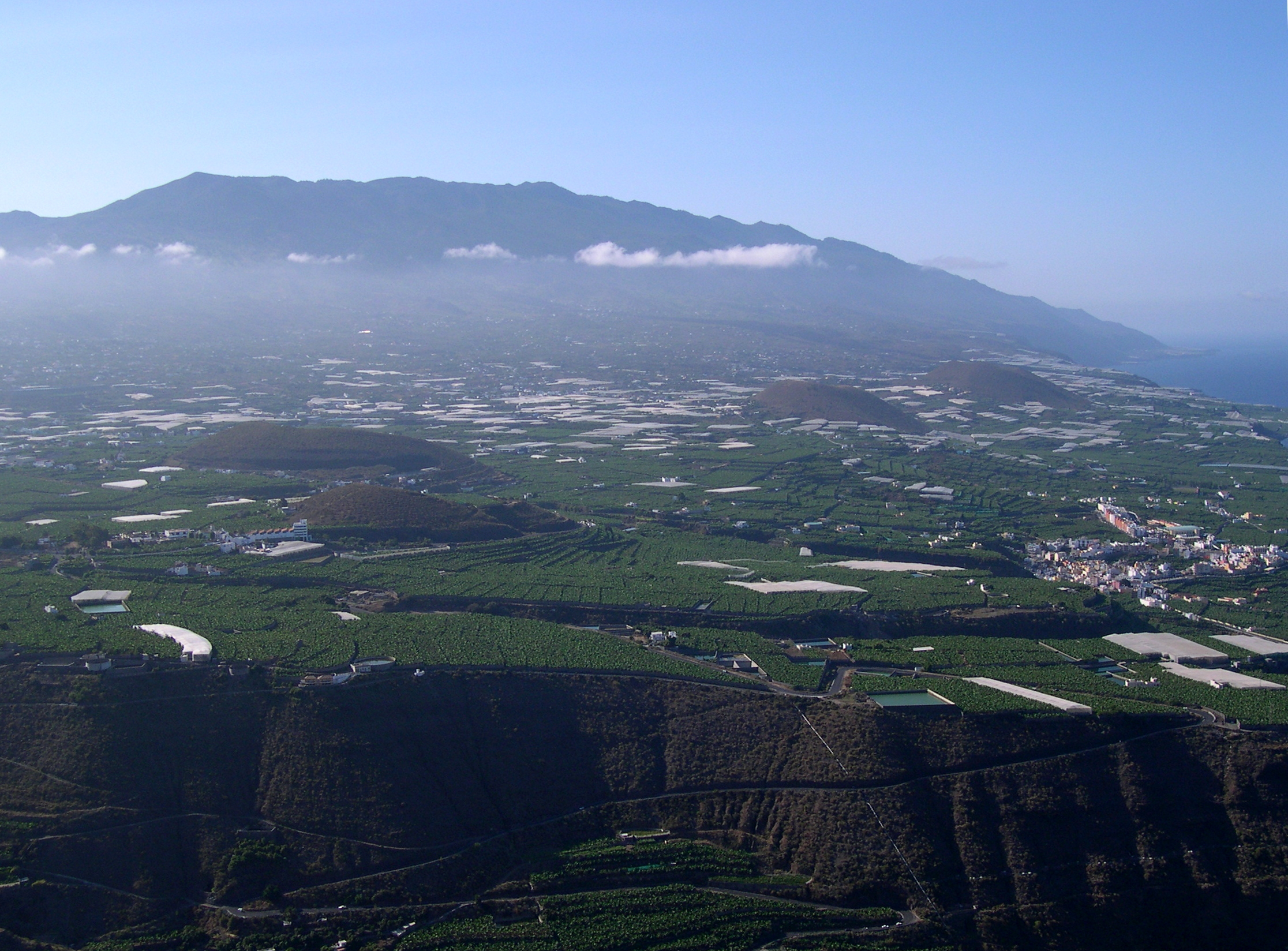
Bananeraies au pied de la Cumbre Vieja sur l'île de La Palma, dans les îles Canaries en Espagne.

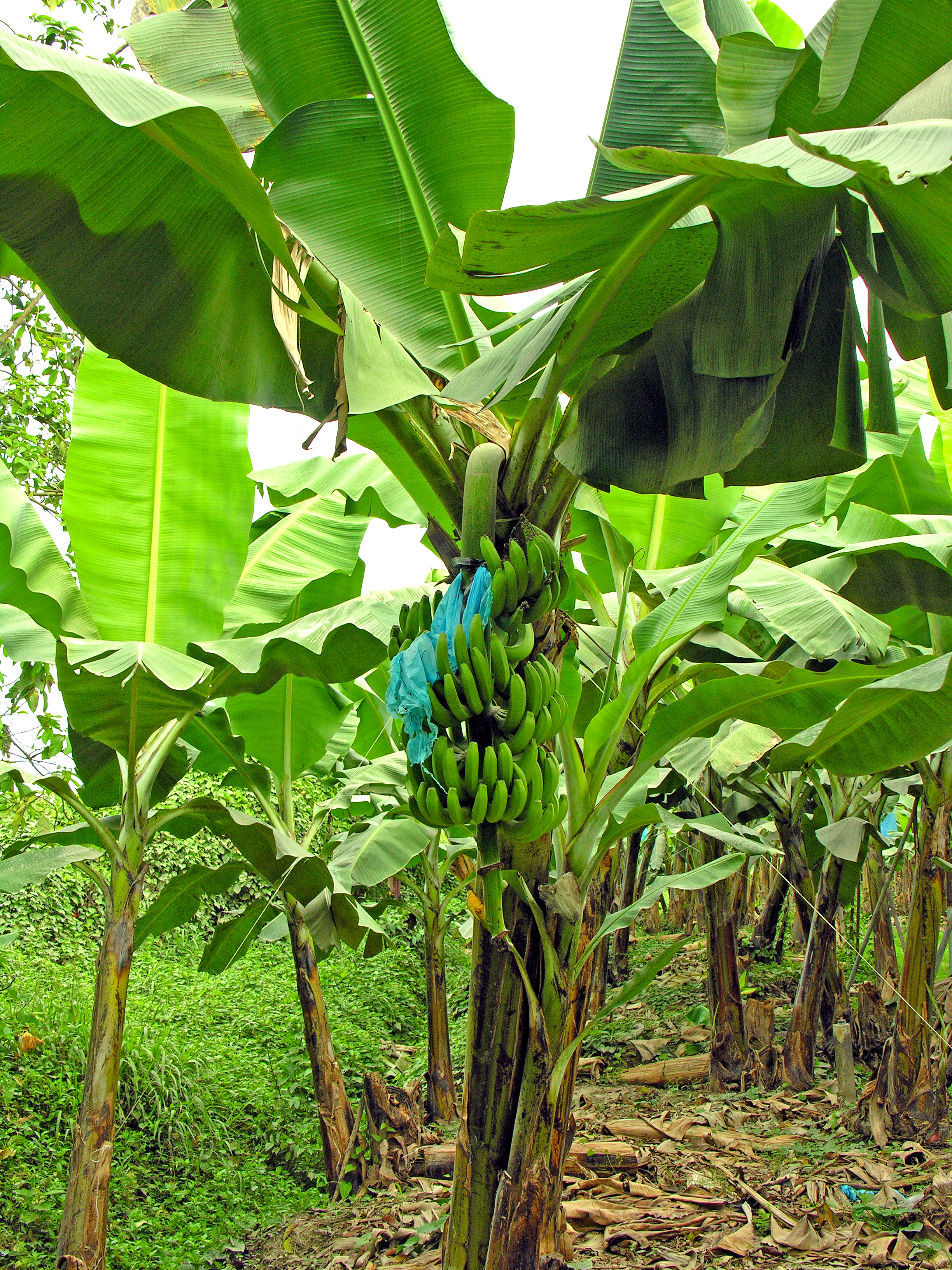
Bananiers et régime dans une bananeraie au Guatemala.

Une bananeraie est une parcelle agricole destinée à la culture du bananier. Elles se rencontrent dans la zone tropicale en raison de la distribution climatique de la plante et principalement en Amérique centrale, aux Caraïbes, dans l'Amérique du Sud tropicale, en Afrique équatoriale et tropicale, dans le sous-continent indien, en Insulinde et dans le Sud de la Chine. Dans certaines régions à très fort ensoleillement, les bananiers peuvent être protégés du soleil par de hauts arbres plantés spécifiquement dans ce but.
Les pieds plantés en rangées sont issus de la multiplication végétative d'une tige souterraine prélevée sur un plant. Une bouture sera pérenne pendant cinq ans durant lesquels elle donnera une pousse annuelle qui sera détruite après récolte puisqu'elle périclite et ce afin qu'une autre la remplace. Lors de la récolte, les régimes de bananes sont prélevés à la machette. Ils peuvent être préalablement emballés dans des sacs plastique afin de les protéger des parasites.

## Bananeraies de Martinique
La production de banane devient emblématique sur le marché agricole de France avec les îles des Antilles françaises telles que la Martinique et la Guadeloupe. Depuis quelques années, la Martinique détient 5 000 hectares de productions de bananes qui s'étendent sur l'ensemble de son territoire. Par conséquent, les bananeraies sont situées sur trois zones stratégiques en Martinique : le nord, le centre et le sud de la Martinique.
Au nord, à l'intérieur des terres, les bananeraies se concentrent sur les pentes du massif de la montagne Pelée en particulier au Morne-Rouge, d'où ses exploitations qui bénéficient des sols riches en eau (car c'est la commune la plus pluvieuse de l'île) et en cendres volcaniques (par sa position directe aux pieds de la montagne) des planèzes. La commune d'Ajoupa-Bouillon est à proximité de la commune péléenne (dénomination des habitants du Morne-Rouge) et participe grandement aux exploitations de bananeraies des pentes du massif de la montagne Pelée. Toujours au nord, plus précisément dans les communes du littoral atlantique, les bananeraies s'étendent de Macouba jusqu'à la Trinité. Saint-Pierre, à proximité du Morne-Rouge, produit également des bananes. Saint-Pierre est sur le littoral du nord Caraïbes et est la seule commune de la côte caribéenne de l'île à accueillir trois exploitations. Il est essentiel de mettre en lumière le privilège du Nord de la Martinique avec la commune du Lorrain qui regroupe le plus grand nombre de bananeraies sur l'île avec 22 % de producteurs.
Au centre, les bananeraies sont aussi installées depuis l'est de Fort-de-France vers le Lamentin, le Robert et Saint-Joseph. Le Lamentin, plus grande commune de Martinique, concentre à lui seul 10 % de producteurs de bananes. Certains d'entre-eux produisent des tonnages particulièrement significatif.
Au sud, la production s'étend sur le littoral atlantique, du François (commune massivement marquée par la culture de la banane), au Vauclin et se dirige vers l'intérieur des terres, de Rivière-Pilote jusqu'à Saint-Esprit.

## Dans la culture

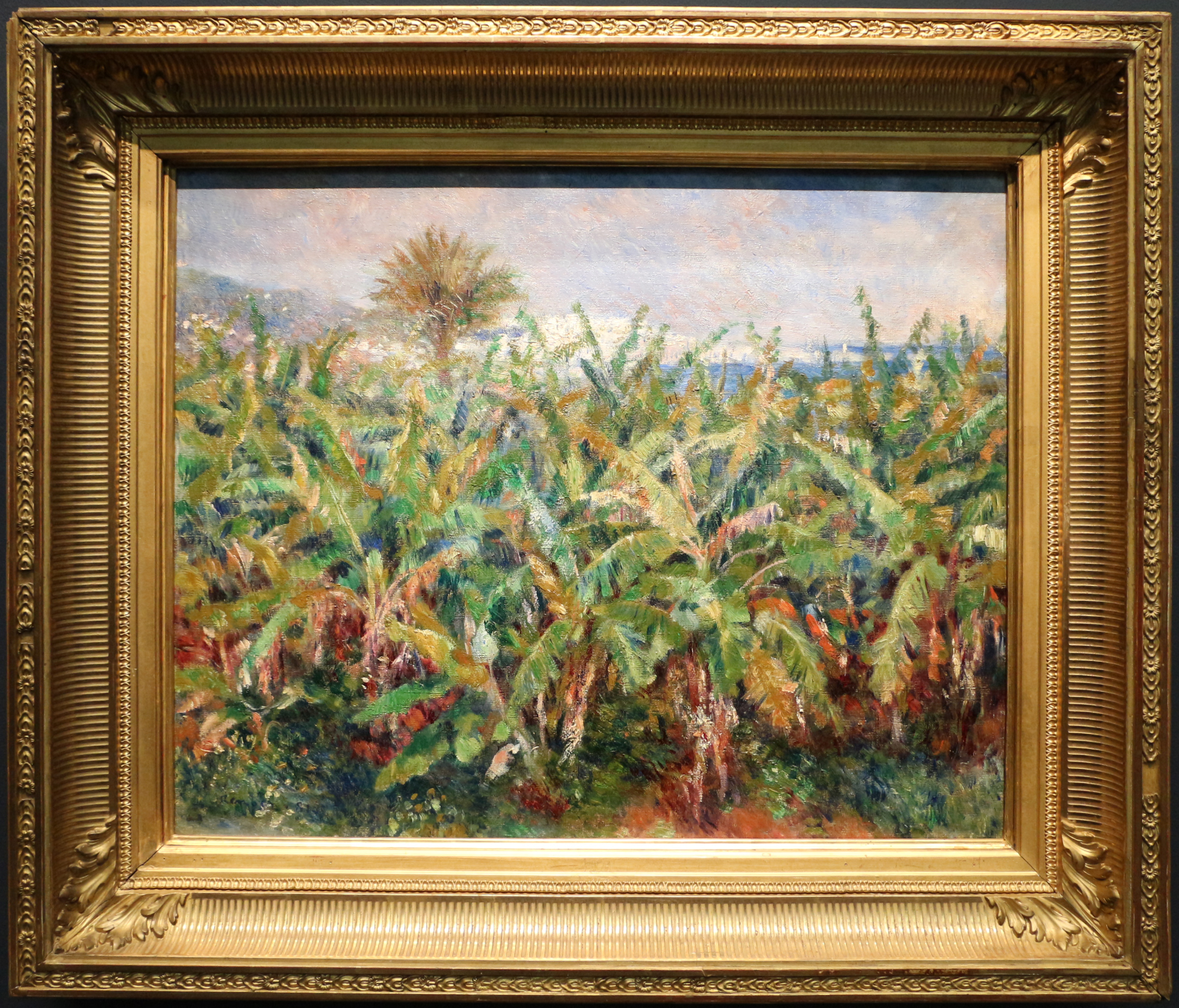
La bananeraie. Auguste Renoir, 1881.

Le thème de la bananeraie a inspiré Auguste Renoir.